# 1657
| 1657               |
| ------------------ |
| Dødsfald - Fødsler |
|                    |

| Gregoriansk kalender | 1657 MDCLVII            |
| Ab urbe condita      | 2410                    |
| Armensk kalender     | 1106 ԹՎ ՌՃԶ             |
| Kinesiske kalender   | 4353 – 4354 丙申 – 丁酉 |
| Etiopisk kalender    | 1649 – 1650             |
| Jødisk kalender      | 5417 – 5418             |
| Hindukalendere       |                         |
| - Vikram Samvat      | 1712 – 1713             |
| - Shaka Samvat       | 1579 – 1580             |
| - Kali Yuga          | 4758 – 4759             |
| Iransk kalender      | 1035 – 1036             |
| Islamisk kalender    | 1067 – 1068             |

Konge i Danmark: Frederik 3. – 1648-1670 – Danmark i krig: Karl Gustav-krigen – 1657-1660
Se også 1657 (tal)

## Begivenheder

### Udateret
- Frankrig og England går i forbund om at angribe de Spanske Nederlande

### April
- 20. april - Jøderne i Amsterdam opnår samme rettigheder og privilegier som andre borgere
- 20. april - den spanske sølvflåde besejres ud for de Kanariske Øer af den engelske admiral Robert Blake

### Juni
- 1. juni – Frederik 3. underskriver den danske krigserklæring mod Sverige

### August
- 23. august – Karl 10. Gustav af Sverige anlægger sit hovedkvarter ved Kolding

### Oktober
- 24. oktober – Frederiksodde falder til svenskerne.

## Født
- 11. juli – Frederik 1. af Preussen

## Dødsfald
- – Balthasar van der Ast, nederlandsk kunstmaler
- 2. april – Ferdinand 3. (Tysk-romerske rige)
- 10. november - Anders Bille (rigsmarsk)